# Жизнеево
Жизнеево — деревня в Талдомском районе Московской области России, входит в состав сельского поселения Ермолинское. Население — 25 чел. (2010).

## География
Расположена на севере Московской области, в северо-восточной части Талдомского района, примерно в 21 км к северо-востоку от центра города Талдома, с которым связана прямым автобусным сообщением (маршруты № 27 и 34).
Ближайшие населённые пункты — деревни Ермолино, Лесоучастка и Ширятино. Юго-восточнее деревни находится природный заказник «Озеро Золотая Вешка и прилегающий лесной массив», юго-западнее — участок «Апсаревское урочище» государственного природного заказника «Журавлиная родина».

## Население
| 1859 | 1888 | 1926 | 2002 | 2006 | 2010 |
| ---- | ---- | ---- | ---- | ---- | ---- |
| 240  | ↗301 | ↗352 | ↘29  | ↘17  | ↗25  |

## Уроженцы
- Петров, Виктор Петрович (1924—1985) — командир пулемётного отделения 1-го отдельного моторизованного противотанкового огнемётного батальона, полный кавалер ордена Славы.

## История
В «Списке населённых мест» 1862 года — владельческая деревня 2-го стана Калязинского уезда Тверской губернии между Дмитровским и Углицко-Московским трактами, в 45 верстах от уездного города и 8 верстах от становой квартиры, при безымянном ручье, с 26 дворами и 240 жителями (110 мужчин, 130 женщин).
По данным 1888 года входила в состав Озерской волости Калязинского уезда, проживал 301 человек (156 мужчин, 145 женщин).
По материалам Всесоюзной переписи населения 1926 года — центр Жизнеевского сельского совета Озерской волости Ленинского уезда Московской губернии, в 10,7 км от шоссе Углич — Сергиев и 17,1 км от станции Талдом Савёловской железной дороги, проживало 352 жителя (170 мужчин, 182 женщины), насчитывалось 72 хозяйства, из которых 50 крестьянских, имелась школа 1-й ступени.
С 1929 года — населённый пункт в составе Ленинского района Кимрского округа Московской области.
Постановлением ЦИК и СНК от 23 июля 1930 года округа как административно-территориальные единицы были ликвидированы. Постановлением Президиума ВЦИК от 27 декабря 1930 года городу Ленинску было возвращено историческое наименование Талдом, а район был переименован в Талдомский.
1930—1954 гг. — центр Жизнеевского сельсовета Талдомского района.
1954—1963, 1965—1994 гг. — деревня Ермолинского сельсовета Талдомского района.
1963—1965 гг. — деревня Ермолинского сельсовета Дмитровского укрупнённого сельского района.
1994—2006 гг. — деревня Ермолинского сельского округа Талдомского района.
С 2006 г. — деревня сельского поселения Ермолинское Талдомского муниципального района Московской области.